# Caroline Augusta Lord
Pour les articles homonymes, voir Lord.
Caroline Augusta Lord, née le 10 mars 1860 à Cincinnati dans l'État de l'Ohio et morte le 16 août 1927 dans la même ville aux États-Unis, est une peintre portraitiste et de genre américaine.

## Biographie
Caroline Augusta Lord naît à Cincinnati dans l'état de l'Ohio en 1860. Elle est la fille de Henry C. Lord (en), président notamment de la Atchison, Topeka and Santa Fe Railway. À partir de 1884, elle fréquente la McMicken School of Design de Cincinnati, aujourd'hui connu sous le nom d'Art Academy of Cincinnati, où elle étudie avec les peintres Thomas Satterwhite Noble et Lewis C. Lutz. Elle part pour l'Europe et la ville de Paris en 1890 afin étudier auprès des peintres Jean-Paul Laurens et Benjamin-Constant à l'Académie Julian, où elle fait la connaissance de la peintre Elizabeth Nourse, originaire comme elle de l'Ohio. En 1892, elle revient aux États-Unis et s'installe à New York où elle termine sa formation à l'Art Students League of New York auprès du peintre Kenyon Cox.
De 1892 à 1895, elle expose au Salon des artistes français à Paris. En 1893, elle participe à l'exposition universelle de Chicago dans le Woman's Building dédié aux artistes féminins et remporte une médaille de bronze. Membre de la Society of Western Artists (en) et du Cincinnati Women's Art Club, elle travaille comme professeur à l'Art Academy of Cincinnati durant le reste de sa carrière.
Elle décède dans sa ville natale en 1927 et est enterrée au cimetière de Spring Grove (en) de la ville.
Ces œuvres sont notamment visibles ou conservées au Cincinnati Art Museum, au Springfield Museum of Art de Springfield, à l'Ohio Historical Society de Columbus et au Hood Museum of Art de Hanover.

## Œuvres

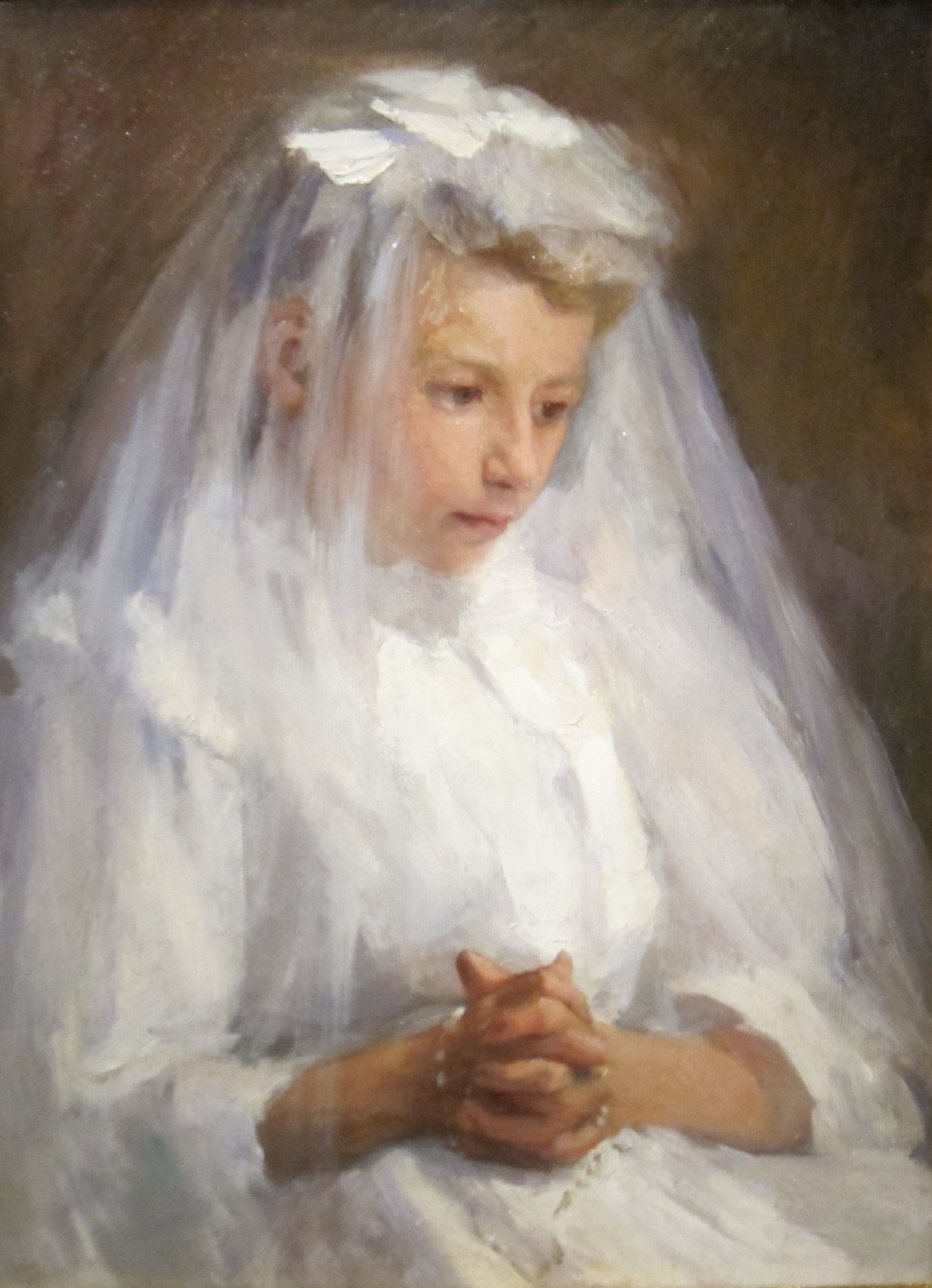
First Communion, 1901, Cincinnati Art Museum
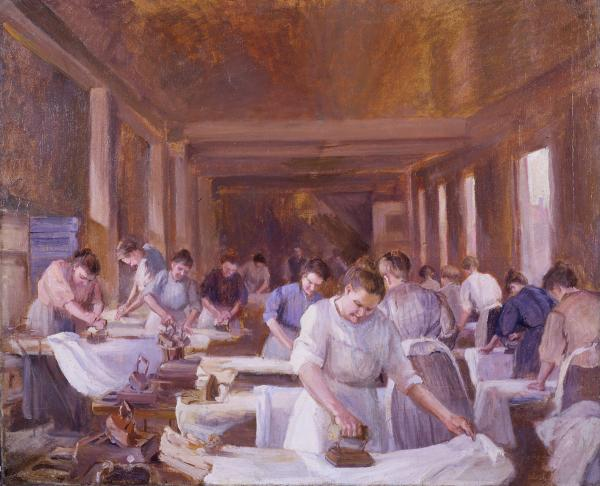
Acme Laundry in Cincinnati, 1911, Ohio Historical Society
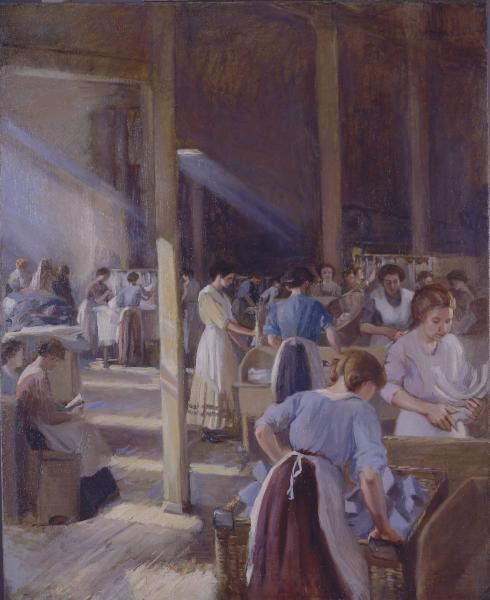
Acme Laundry in Cincinnati, 1911, Ohio Historical Society
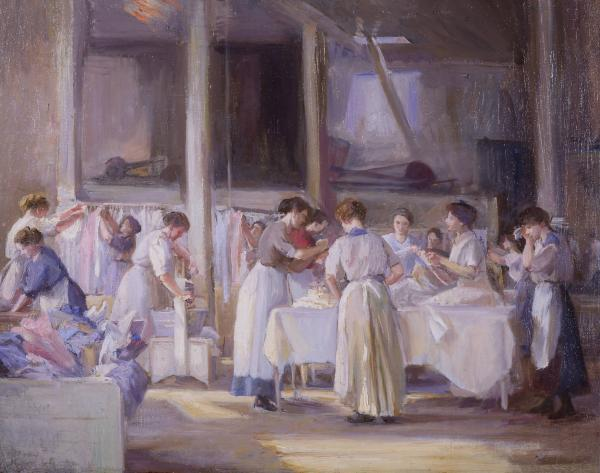
Acme Laundry in Cincinnati, 1911, Ohio Historical Society
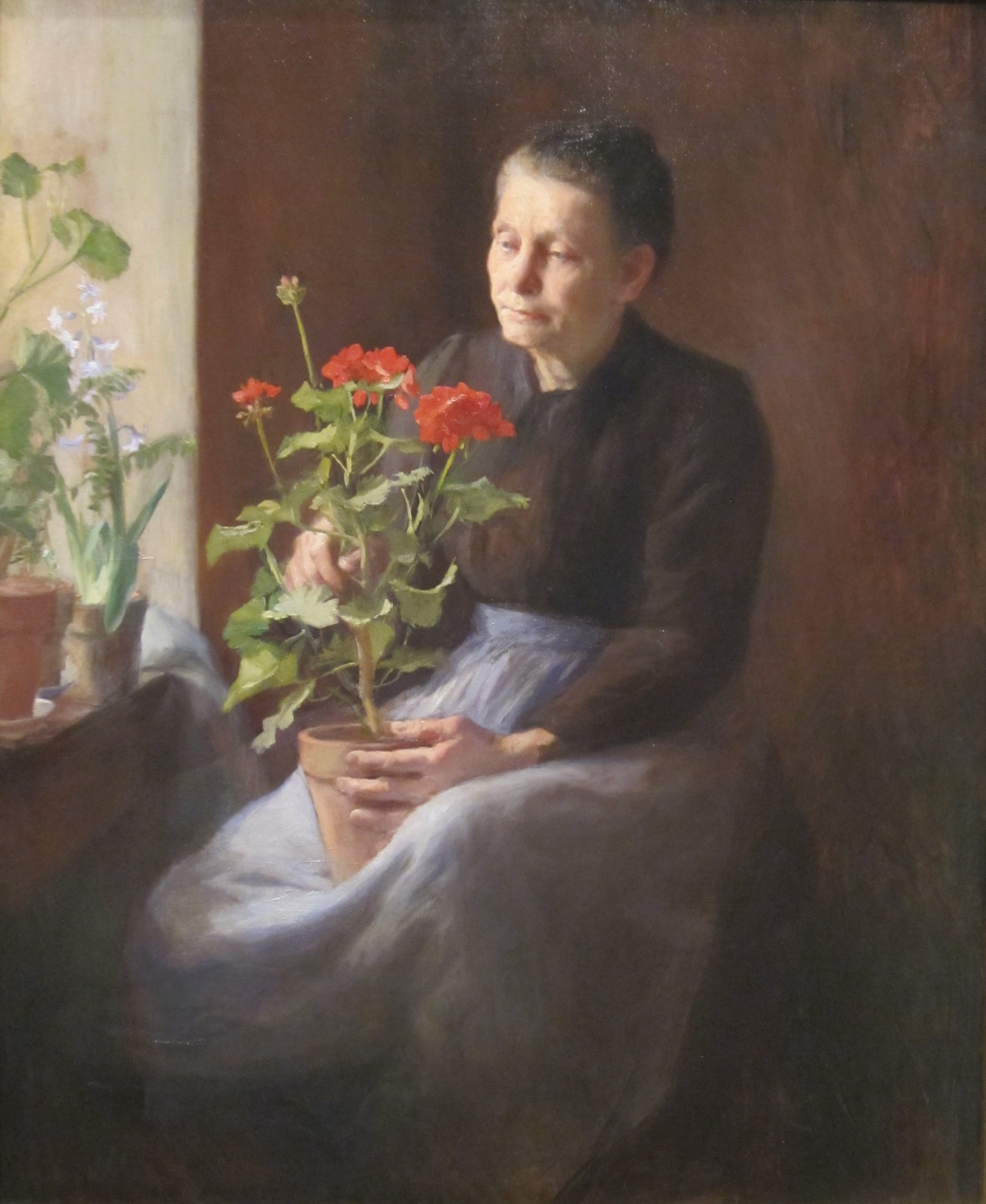
Woman with Geraniums, sans date, Cincinnati Art Museum